# Баре, Кеиди
Кеиди Баре (алб. Keidi Bare; 28 августа 1997 года, Фиери) — албанский футболист, полузащитник испанского клуба «Реал Сарагоса» и сборной Албании.

## Клубная карьера

### «Малага»
31 августа 2018 года Баре перешёл в «Малагу» и присоединился к их резервной команде в третьем дивизионе. Находясь в «Малага B», был игроком основы, играя каждый матч все 90 минут. Вскоре после этого он был переведен в старший состав, [12] дебютировав в Сегунде 11 ноября в выездной игре против хихонского «Спортинга».

### «Эспаньол»
22 сентября 2020 года подписал 4-летний контракт с клубом «Эспаньол».

## Карьера в сборной

### Молодёжные
Кеиди Баре прошёл все ступени молодёжных сборных Албании. Он участвовал в отборочном турнире к Чемпионату Европы 2014 среди юношей до 17 лет и 26 марта 2014 года забил свой первый гол за сборную. Также участвовал в отборочном турнире Чемпионате Европы 2015 среди юношей до 19 лет, но тоже не получается попасть на основной турнир. Вместе с Молодёжной сборной участвовал в отборах к Чемпионату Европы среди молодёжных команд 2017 года и Чемпионату Европы по футболу среди молодёжных команд 2019 года.

### Основная
28 марта 2017 года был впервые вызван на сборы основной команды Албании. Дебютировал на поле 26 марта 2018 года в товарищеском матче против сборной Норвегии.
14 октября 2019 года забил свой первый гол за сборную в ворота Молдавии в отборочном матче к ЧЕ-2020.

### Матчи за сборную
| № | Дата             | Оппонент | Счёт | Голы | Пасы | Карточки | Минуты | Соревнование             |
| - | ---------------- | -------- | ---- | ---- | ---- | -------- | ------ | ------------------------ |
| 1 | 26 марта 2018    | Норвегия | 0:1  | —    | —    | —        | 90'    | Товарищеский матч        |
| 2 | 7 сентября 2019  | Франция  | 1:4  | —    | —    | —        | 90'    | Отбор ЧЕ-2020 (группа H) |
| 3 | 10 сентября 2019 | Исландия | 4:2  | —    | 1    | —        | 90'    | Отбор ЧЕ-2020 (группа H) |
| 4 | 11 октября 2019  | Турция   | 0:1  | —    | —    | 7'       | 90'    | Отбор ЧЕ-2020 (группа H) |
| 5 | 14 октября 2019  | Молдова  | 4:0  | 34′  | —    | 46'      | 89'    | Отбор ЧЕ-2020 (группа H) |

Итого: сыграно матчей: 5 / забито голов: 1; победы: 2, ничьи: 0, поражения: 3.eu-football.info.